# Половинкин, Леонид Алексеевич
Леонид Алексеевич Половинкин (1 [13] августа 1894, Курган, Тобольская губерния — 8 февраля 1949, Москва) — советский композитор и дирижёр.

## Биография  и творчество
Родился 1 (13) августа 1894 года в Кургане (Тобольская губерния). Отец, Алексей Петрович — инженер, занимался прокладкой железных дорог; Мать, Анна Герасимовна — из старообрядческой купеческой семьи, дочь Герасима Морозова.
Учился в Московской консерватории у С. Василенко, Г. Катуара, Н. Мясковского.
В детстве обучался игре на скрипке и фортепиано. В 1906 году написал первые сочинения — небольшие пьесы для рояля. Первое серьезное произведение — вальс сочинил в 1912 году, издал в 1927 году.
В 12 лет был зачислен сразу во второй класс гимназии Поливанова на Пречистенке. Обучение было платным ─ 300 рублей в год. Активно занимался в гимназическом театральном кружке. В 1913 году окончил гимназию и поступил на юридический факультет Московского университета, который окончил в 1918 году, получив диплом второй степени. Одновременно, с 1914 году учился в Московской консерватории — в фортепианном классе Л. Конюса и виртуозном классе К. Киппа. На шестом курсе поступил на композиторское отделение, класс гармонии вёл Василий Золотарёв, полифонию преподавал Рейнгольд Глиэр, музыкальную форму Георгий Катуар. В 1924 году окончил консерваторию по классу композиции С. Н. Василенко (дирижированию обучался у Н. А. Малько).
В 1920-е годы был одним из лидеров раннего советского «урбанистического» модернизма: фортепианный цикл «Происшествия» (7 пьес, 1920—1925), фокстрот «Электрификат» (1925) и др. С 1924 года — секретарь Ассоциации современной музыки.
В 1922—1924 годах — преподаватель Музыкального техникума им. А. Скрябина, Москва.
В 1924—1926 годах — зав. музыкальной частью и дирижёр Гос. театра драмы в Ленинграде.
В 1926—1937 годах — заведующий музыкальной частью и дирижёр Московского театра для детей (впоследствии — Центральный детский театр). В 1931 году в «Театро Колон» (Буэнос-Айрес, Аргентина) ставил «Кавалер Роз» Рихарда Штрауса и «Свадьбу Фигаро» Моцарта. Одновременно, в 1926—1932 годах преподавал инструментовку в Московской консерватории.
Во время войны был в эвакуации, в 1943 году возвратился в Москву.
В 1947—1948 годах — зав. музыкальной частью и дирижёр  Театра им. Моссовета.
В 1948 году после постановления ЦК ВКП(б) «Об опере «Великая дружба» В. Мурадели» был подвергнут обвинениям в «формализме».
Подготовил к печати (вместе с Д. Кабалевским и Л. Мазелем) 1-ю часть незаконченного труда Г. Катуара «Музыкальная форма» — «Метрика» (М., 1934).
Жил в Москве, в композиторском доме на Миуссах. Скоропостижно скончался 8 февраля 1949 года в Москве, по дороге в театр. Похоронен в Москве, на Новодевичьем кладбище (уч. 3).

## Сочинения

### Оперы
- Чурило Пленкович (неоконч., 1924)
- Герой (1933)
- Сказка о рыбаке и рыбке (по А. Пушкину, 1935)

### Балеты
- Москва Ивана Грозного, Иван Болотников, Негритенок и обезьяна (дет.,  1927)
- Негритенок Сэби (дет., совм. с Л. Книппером и Л. Соковниным,  1929)
- Я — мало, мы — сила (дет., 1931)
- Цыганка (1933)

### Оперетты
- Сирокко (1928)
- Даже в трикотаже (1931)

### Оркестровые сочинения
- Танцы загадок (1926)
- Про Дзюбу (1929)
- Танцы передвижений (1930)
- Телескопы. Сюиты №№ 1-4 (1926—1935)
- Симфонии №№ 1-9 (1929-1944)

### Камерные сочинения
- Струнные квартеты (I-IV, 1944—1947)
- Трио для скр., влч. и ф-п. (1936)
- Трио для скр., альта и влч. (1944)
- Сонаты для фортепиано I-V, 1924—1929)

### Музыка к фильмам м спектаклям
- Самоедский мальчик (1928)
- Золотой ключик (1931)
- Марионетки (1934)
- Интриган (1935)
- Василиса Прекрасная (1939)
- Конёк-Горбунок (1941)

В 1988 году Юрий Потеенко восстановил симфоническую партитуру музыки к фильму «Марионетки».

### Песни
- Марш октябрят, автор слов А. Коваленков (1935)
- Песенка про метро, автор слов Н. П. Саконская (1936)
- Про Наталку (текст Н. Саконской)
- Нам учиться интересно (текст Н. Саконской)
- Новый парк (текст Н. Саконской)
- Спасибо великому Сталину (Вся страна ликует и смеется…), автор слов И. Добровольский

## Награды
- Первая премию на Всемирном кинофестивале научно-популярных кинофильмов 1947 года за музыку к фильму «Солнечное племя» («Пчелиный народ»).